# Anomalomma
Genre
Anomalomma est un genre d'araignées aranéomorphes de la famille des Lycosidae.

## Distribution
Les espèces de ce genre se rencontrent en Indonésie, au Pakistan et au Zimbabwe.

## Liste des espèces
Selon World Spider Catalog (version 17.0, 31/03/2016) :
- Anomalomma harishi Dyal, 1935
- Anomalomma lycosinum Simon, 1890
- Anomalomma rhodesianum Roewer, 1960

## Publication originale
- Hasselt, 1890 : Araneae ex Archipelago Malayano. Zoologische Ergebnisse einer Reise in Niederländisch Ost-Indien. Leiden, vol. 1, p. 193-210 (texte intégral).